# Daphnella grundifera
Daphnella grundifera är en snäckart som först beskrevs av Dall 1927.  Daphnella grundifera ingår i släktet Daphnella och familjen kägelsnäckor. Inga underarter finns listade i Catalogue of Life.